# Münsterland Giro 2017
Der 12. Münsterland Giro 2017 war ein deutsches Straßenradrennen im Münsterland/Nordrhein-Westfalen mit Start in Wadersloh (Kreis Warendorf) und Ziel in Münster am Schlossplatz nach 198,7 km. Es fand am Dienstag, den 3. Oktober 2017, statt. Zudem war es Teil der UCI Europe Tour 2017 und dort in der Kategorie 1.HC eingestuft.
Sieger im Massensprint wurde der Ire Sam Bennett von Bora-hansgrohe nach Entscheidung im Fotofinish vor dem deutschen Radrennfahrer Phil Bauhaus vom Team Sunweb.

## Teilnehmende Mannschaften
| WorldTeams (7)- Team Sunweb - Bora-Hansgrohe - Katusha-Alpecin - Dimension Data - Lotto-Soudal - Quick-Step Floors - Lotto NL-Jumbo Professional Continental Teams (7)- CCC Sprandi Polkowice - Gazprom-RusVelo - Wanty-Groupe Gobert - Roompot-Nederlandse Loterij - Sport Vlaanderen-Baloise - Novo Nordisk - WB-Veranclassic-Aqua Protect Continental Teams (8)- LKT Brandenburg - Rad-net Rose - Dauner D&DQ-Akkon - Lotto-Kern-Haus - Team Sauerland NRW p/b Henley & Partners - 0711/Cycling - Heizomat - Bike Aid |
| |

## Strecke
Der Start erfolgte im Kreis Warendorf in Wadersloh. Die Streckenführung verläuft flach dahin, aber die Fahrer mussten vier Anstiege in der Stromberger Schweiz und in den Beckumer Bergen bezwingen. Nach etwa 184 Kilometer erreichte man erstmals Münster. Dort fuhr man noch drei Runden à 4,4 Kilometer.

## Rennverlauf
Direkt nach dem Start setzten sich Carl Soballa (Deutschland/LKT Team Brandenburg) und Tony Martin (Deutschland/Katusha Alpecin) ab. Wenige Kilometer später schlossen Etienne van Empel (Niederlande/Rompoot) und Luca Henn (Deutschland/Lotto-Kern Haus) zu dem Duo auf. Danach konnte sich die Vier maximal fünf Minuten an Vorsprung zum Feld herausfahren. 20 Kilometer vor dem Ziel wurden Martin und Soballa vom Feld eingeholt. Zuvor wurden schon van Empel und Henn gestellt. Im Ziel kam es dann zum Massensprint. Das Zielfoto musste am Ende entscheiden, weil die ersten vier Fahrer nur Millimeter trennten. Dabei wurde bewiesen, dass der Ire Sam Bennett (Bora) vor Phil Bauhaus (Sunweb) gewann.

## Rennergebnis
| #      | Fahrer             | Team                         | Zeit       |
| ------ | ------------------ | ---------------------------- | ---------- |
| Sieger | Sam Bennett        | Bora-hansgrohe               | 4h 35' 26" |
| 2.     | Phil Bauhaus       | Team Sunweb                  | gl. Zeit   |
| 3.     | André Greipel      | Lotto Soudal                 | gl. Zeit   |
| 4.     | Marcel Kittel      | Quick-Step Floors            | gl. Zeit   |
| 5.     | Dylan Groenewegen  | Team Lotto NL-Jumbo          | gl. Zeit   |
| 6.     | Matteo Pelucchi    | Bora-hansgrohe               | gl. Zeit   |
| 7.     | Alexander Kristoff | Team Katusha Alpecin         | gl. Zeit   |
| 8.     | Roy Jans           | WB Veranclassic Aqua Protect | gl. Zeit   |
| 9.     | Andre Looij        | Roompot-Nederlandse Loterij  | gl. Zeit   |
| 10.    | Nicola Toffali     | 0711 / Cycling               | gl. Zeit   |